# Bobon
Bobon es un municipio filipino de cuarta clase, perteneciente a la provincia de Sámar del Norte, en las Bisayas Orientales.

## Toponimia
El lugar puede aparecer referido como «Bobon» y «Bobón».

## Historia
Fue parte de Catarmán hasta 1863. Hacia el año 1865, el lugar, por entonces perteneciente a la provincia de Sámar, tenía contabilizada una población de 3809 habitantes. Aparece descrito en el Estado geográfico, topográfico, estadístico, histórico-religioso, de la santa y apostólica provincia de S. Gregorio Magno (1865) de Félix de Huerta con las siguientes palabras:

BORBÓN. De una visita del pueblo de Cartaman se formó este pueblo, separándose de su matriz por decreto de 4 de Agosto de 1863.Su situacion es á los 12° 33' latitud, en una hermosa llanura, sobre la costa N. de la isla de Sámar y á la izquierda de un rio del mismo nombre. Confina por E. con el peublo de Catarman, á dos leguas; por S. con los montes centrales de la isla y por O. con los mismos montes que corren á formar la punta denominada Balicuatro, en el estrecho de S. Bernardino. Disfruta de un clima templado, saludable y muy bien ventilado. Se surten de agua de pozo, de buena calidad. Tiene una hermosa calzada en direccion al pueblo de Catarman, abierta por los años de 1849 bajo la direccion del R. P. Fr. José Diaz, aunque generalmente se comunican por agua. El correo se recibe de la cabecera en dias indeterminados. La Iglesia, bajo la advocacion del Dulce Nombre de Jesus, es de nipa, igualmente que la casa parroquial y la que sirve de tribunal. Hay una escuela de primeras letras, dotada por las cajas de Comunidad y otras dos en las visitas, pagadas por los interesados. Tiene cuatro visitas de poca consideracion, distantes de la matriz siete leguas la que mas. Por inopia de religiosos se halla servido este pueblo por el R. P. Cura de Catarman. El término de este pueblo no tiene límites marcados por parte S., y por el O. se estiende hasta la costa como unas ocho leguas. Comprende tambien las islas de Viri,Sáuang y otras de menor nota, situadas al N. de la de Sámar, á tres horas de navegacion la que mas. Dicho término es generalmente montuoso y muy abundante de buenas maderas, palmas, bejucos, cera y caza de toda clase. Su puerto se halla muy bien resguardado, pero no pueden surgir en él mas que embarcaciones de poco calado, por los muchos bajos y arrecifes que tiene; y sus dilatadas costas abundan de esquisito pescado, balate, gulaman y carey. El terreno cultivado produce mucho arroz de la mejor calidad, algun abacá, cuyo artículo se cosecha de pcoos años á esta parte y mucho palauán. Sus naturales se dedican á la agricultura, beneficio del abacá, recoleccion de cera y brea, y á la pesca, y las mugeres al tejido de guinaras, cuyos productos conducen á la cabecera, y al mercado de Manila, y el arroz sobrante á la provincia de Albay.
(Huerta, 1865, pp. 328-329)

En 2020, tenía censados 25 964 habitantes.